# Jantagalli, Mysore
Jantagalli là một làng thuộc tehsil Mysore, huyện Mysore, bang Karnataka, Ấn Độ.